# Tetraberlinia korupensis
Espèce
Synonymes
- Tetraberlinia moreliana sensu auct.[1]

Tetraberlinia korupensis Wieringa  est une espèce de plantes à fleurs de la famille des Fabaceae et du genre Tetraberlinia. Il s'agit d'un arbre endémique du Cameroun. .

## Étymologie
Son épithète spécifique korupensis fait référence au parc national de Korup où elle a été observée près de Mundemba, à l'ouest du Cameroun.

## Description
Cet arbre peut mesurer jusqu'à 55 mètres. Il possède un tronc cylindrique, parfois légèrement enflé à la base, et son diamètre moyen à hauteur de poitrine peut atteindre 150 cm.  

## Habitat
Cette espèce se développe dans les forêts tropicales humides primaires et secondaires, sur sol sableux. Globalement assez rare, elle peut être très abondante sur des espaces restreints, entre 50 et 170 mètres d'altitude.